# Aleksandrs Solovjovs
Aleksandrs Solovjovs, (ur. 25 lutego 1988 w Rydze) – łotewski piłkarz, grający na pozycji obrońcy i pomocnika w klubie FK RFS. Od 2017 występuje w narodowej kadrze.

## Kariera piłkarska
Jako młody piłkarz występował w juniorach Skonto FC. W pierwszej drużynie nie otrzymywał szans gry, w związku z czym został wypożyczony do JFK Olimps. W drużynie rozegrał 24 mecze, strzelając w nich trzy gole. Po zakończeniu wypożyczenia, w lutym 2008 trenował z rezerwami Zenitu Petersburg, jednak nie zaoferowano mu kontraktu. Zdecydował zawrzeć umowę z FK Ventspils. W sezonie 2008 drużyna zdobyła mistrzostwo kraju, a Solovjovs zaliczył tylko dwa występy. Został wypożyczony do Tranzīts Ventspils, gdzie zagrał w 11 meczach. Po powrocie rozegrał jeszcze 16 meczów dla FK Ventspils, lecz w 2010 odszedł z klubu. Już po pięciu dniach podpisał kontrakt z Atromitos Jeroskipu. Tam zmagał się z licznymi kontuzjami, rozegrał 4 spotkania. W 2011 przeniósł się do angielskiego Nantwich Town F.C. Zanotował 18 występów ligowych i po niespełna roku przeszedł do Tauras Taurogi. Zdążył wystąpił 15 razy, strzelić dwa gole i po kilku miesiącach wrócić do kraju. Latem 2013 został graczem Spartaksa Jūrmala. W nowym klubie nie zagościł na długo miejsca. Wystąpił w pięciu meczach, po czym zamienił barwy na Daugave Daugavpils. W sezonie 2013 drużyna uplasował się na trzecim miejscu w tabeli. Rok później zakończyła rozgrywki dwa miejsca niżej. Przez te dwa sezonu Solovjovs zagrał 42 razy i zdobył dwie bramki. W 2015 przeszedł do innego łotewskiego klubu FB Gulbene. W 2016 został zawodnikiem estońskiego klubu JK Sillamäe Kalev. Rozegrał w nim 19 meczów, w których strzelił jednego gola. Na początku 2017 powrócił do ojczyzny, podpisując kontrakt z FK RFS. W 2019 wraz z drużyną sięgnął po Puchar Łotwy.

### Kariera reprezentacyjna
Solovjovs był zawodnikiem wszystkich młodzieżowym reprezentacji Łotwy, w tym U-17, U-19 i U-21. 25 marca 2017 zadebiutował w pierwszej reprezentacji w meczu ze Szwajcarią.
(aktualne na dzień 11 listopada 2019)
| Mecze w reprezentacji | Mecze w reprezentacji | Mecze w reprezentacji | Mecze w reprezentacji | Mecze w reprezentacji | Mecze w reprezentacji | Mecze w reprezentacji |
| Lp.                   | Data                  | Miejsce               | Przeciwnik            | Wynik                 | Rozgrywki             |                       |
| --------------------- | --------------------- | --------------------- | --------------------- | --------------------- | --------------------- | --------------------- |
| 1.                    | 25.03.2017            | Genewa                | Szwajcaria            | 0:1                   | el. MŚ 2018           |                       |
| 2.                    | 28.03.2017            | Tbilisi               | Gruzja                | 0:5                   | towarzyski            |                       |
| 3.                    | 09.06.2017            | Ryga                  | Portugalia            | 0:3                   | el. MŚ 2018           |                       |
| 4.                    | 12.06.2017            | Ryga                  | Estonia               | 1:2                   | towarzyski            |                       |
| 5.                    | 31.08.2017            | Budapeszt             | Węgry                 | 1:3                   | el. MŚ 2018           |                       |
| 6.                    | 03.09.2017            | Ryga                  | Szwajcaria            | 0:3                   | el. MŚ 2018           |                       |
| 7.                    | 10.10.2017            | Ryga                  | Andora                | 4:0                   | el. MŚ 2018           |                       |
| 8.                    | 07.11.2017            | Oeiras                | Arabia Saudyjska      | 0:2                   | towarzyski            |                       |
| 9.                    | 06.09.2018            | Daugava               | Andora                | 0:0                   | Liga Narodów          |                       |
| 10.                   | 10.06.2019            | Daugava               | Słowenia              | 0:5                   | el. ME 2020           |                       |

## Sukcesy piłkarskie

### FK Ventspils
- Mistrzostwo Łotwy (1): 2008

### FK RFS
- Puchar Łotwy (1): 2019